# Ступіно (аеродром)
Ступіно (рос. Крутышки) — аеропорт спільного базування авіації загального призначення та військова авіабаза, розташований 5 км на схід від Ступіно, Московська область, Росія.

## Історія
До кінця 1990-х років тут базувався 436-й окремий полк транспортної авіації військ протиповітряної оборони, який використовував вертольоти Мі-8 в 1970—1998 . А в 1952—1959 роках на базі знаходився 162-й винищувальний авіаційний полк, який використовував МіГ-15 і МіГ-17. 

## Катастрофи та інциденти
- 25 червня 2023 розбився легкомоторний спортивний літак Як-52. Пілот та пасажир загинули.[3]